# マルコ・ボニッタ
マルコ・ボニッタ（Marco Bonitta、1963年9月5日 - ）は、イタリアのバレーボール指導者。

## 来歴
ラヴェンナ出身。1996年、イタリア・セリエAのOlimpia Teodora Ravennaの監督に就任。1997年、バレー・ベルガモの監督となり、1997/98、1998/99シーズンはセリエA1リーグで2連覇を果たした。1999年と2000年の欧州チャンピオンズリーグで優勝へ導いた。
2001年にイタリア女子代表監督に就任。2002年の世界選手権でイタリアを初優勝に導いた。2004年、アテネ五輪では5位タイとなった。2006年、主力選手との対立により辞任。2007年3月にポーランド女子代表監督に就任した。同年のワールドグランプリではポーランドを初のファイナル進出に貢献。2008年、北京五輪ではポーランドを40年ぶりの五輪出場へ導いた。
2014年、再びイタリア女子代表の監督に就任。同年9-10月に自国開催された世界選手権では4位となった。2016年、リオデジャネイロ五輪までの3年間監督を務めた。
2022年からはスロベニア女子代表の監督を務めている。
2024年、リーグ・ワン・バレーボールのオースティンの監督を務めることが発表された。

## 指導者歴
クラブチーム
- Olimpia Teodora Ravenna（1996-1997年）
- バレー・ベルガモ（1997-2000年）
- Edilesse Cavriago（2006-2007年）
- Prisma Taranto Volley（2008-2009年）
- Volley Tricolore Reggio Emilia（2009-2011年）
- Club Italia Roma（2011-2012年）
- Porto Ravenna Volley（2012-2013年）
- Porto Robur Costa Ravenna（2013-2014年）
- Club Italia（2015-2016年）
- Porto Robur Costa Ravenna（2019-2021年）
- Indykpol AZS Olsztyn（2021-2022年）
- Porto Robur Costa Ravenna（2022-2023年）
- LOVBオースティン（2024年-）

代表チーム
- イタリア女子代表（2000-2006年）
- ポーランド女子代表（2007-2008年）
- U21イタリア男子代表（2013年）
- イタリア女子代表（2014-2016年）
- スロベニア女子代表（2022-2024年）